# Dióxido de iridio
El dióxido de iridio, u óxido de iridio (IV), es el óxido más estable conocido del elemento iridio, un compuesto de fórmula química IrO2. Se trata de una sustancia cristalina con una estructura similar al cristal de rutilo (TiO2), el cual contiene seis coordenadas iridio y tres coordenadas de oxígeno.

## Preparación
Se puede formar por oxidación del negro de iridio, un polvo finamente dividido de proveniente del iridio metálico, de acuerdo a la siguiente reacción:
Ir + O2 → IrO2
Asimismo, existe otro proceso de obtención del óxido que se lleva a cabo en un electrodo de platino, por crecimiento electroquímico, donde el iridio se deposita en la superficie de platino en forma de "islas" de color gris y negro intenso.
El procedimiento consta de dos etapas: en la primera, se efectúa la deposición del iridio metálico sobre el electrodo, y en la segunda, se realiza la oxidación del mismo a través de polarizaciones cíclicas.
Lo que se obtiene al final del proceso, es una mezcla de óxido de iridio (III) y (IV), hidratado.

## Aplicaciones
Se utiliza con otros óxidos en la capa de ánodo-electrodos para la electrólisis industrial y en microelectrodos para la investigación en electrofisiología.